# Болл, Кристал

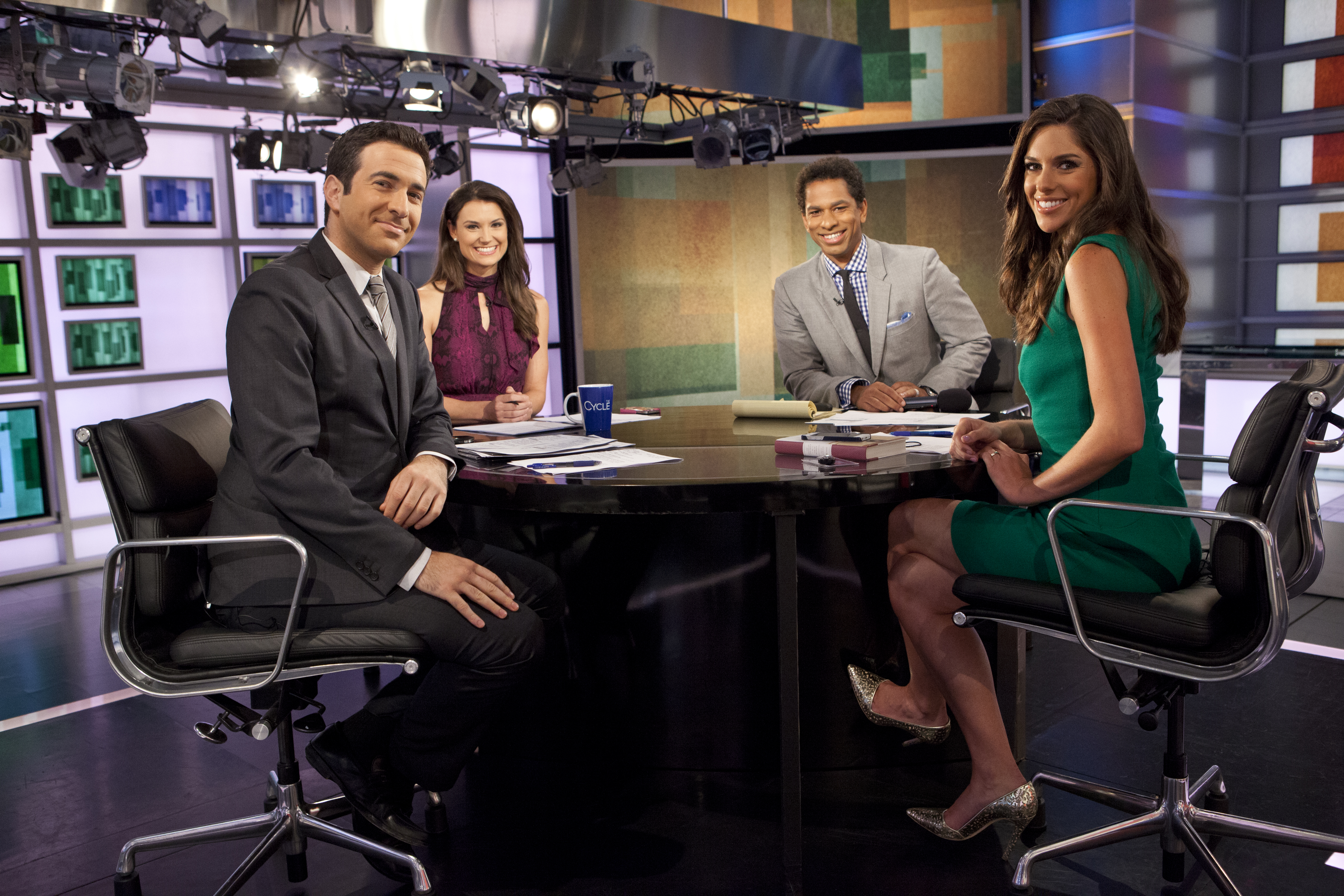
Ведущие передачи The Cycle: Ари Мелбер, Кристал Болл, Туре и Абби Хантсман в 2013 году

Кри́стал Мари́ Болл (англ. Krystal Marie Ball; 24 ноября 1981, округ Кинг-Джонс, Виргиния, США) — американская бизнесвумен, бухгалтер, журналистка и телеведущая. Была соведущей передачи The Cycle на MSNBC, регулярно писала для The Huffington Post и вела с Саагаром Энджети политическое ток-шоу Rising на The Hill, пока в мае 2021 году они не начали свой независимый проект Breaking Points with Krystal and Saagar; также запустила совместный подкаст с Кайлом Кулинским Krystal Kyle & Friends. Политические занимает прогрессивные позиции, выдвигалась в Палату представителей США от Демократической партии на выборах 2010 года, но проиграла действующему конгрессмену-республиканцу Робу Уиттмену. 

## Биография
Кристал Мари Болл родилась 24 ноября 1981 года в округе Кинг-Джонс (штат Виргиния, США) в семье физика Эдварда Болла и воспитательницы Роуз Мари Болл. Кристал получила своё имя в честь диссертации своего отца о кристаллах, а среднее имя Мари стало традицией для женщин по материнской линии.
Кристал имеет степень бакалавра экономики от Университета Виргинии. Болл также обучалась в Университете Клемсона в течение года, где она была членом женской сборной по плаванию «Varsity».

## Карьера
Кристал является владельцем бизнеса и дипломированным бухгалтером. Ранее Болл работала в федеральной Группе подрядчика CGI и путешествовала в Луизиану, чтобы помочь в усиление судов, чтобы восстановиться после урагана Катрина. В то время, когда она работала полный рабочий день в суде, она перешла вечерние курсы, чтобы заслужить её сертификат CPA.

## Личная жизнь
В 2006—2007 года Кристал была замужем за своим сокурсником Аароном Питерсоном.
С 2008 года Кристал замужем во второй раз за Джонатаном Дарийанани. У супругов есть двое детей — дочь Элла Мари Дарийанани (род.2008) и сын Лоуэлл Максвелл Дарийанани (род.07.06.2013).